# Saturn Aura
O Aura é um sedan médio-grande da Saturn que guarda grande semelhança com o Opel Vectra. Tal semelhança é intencional, tendo em vista o reposicionamento da Saturn como marca com caráter europeu.